# تأريخ تقانة النانو

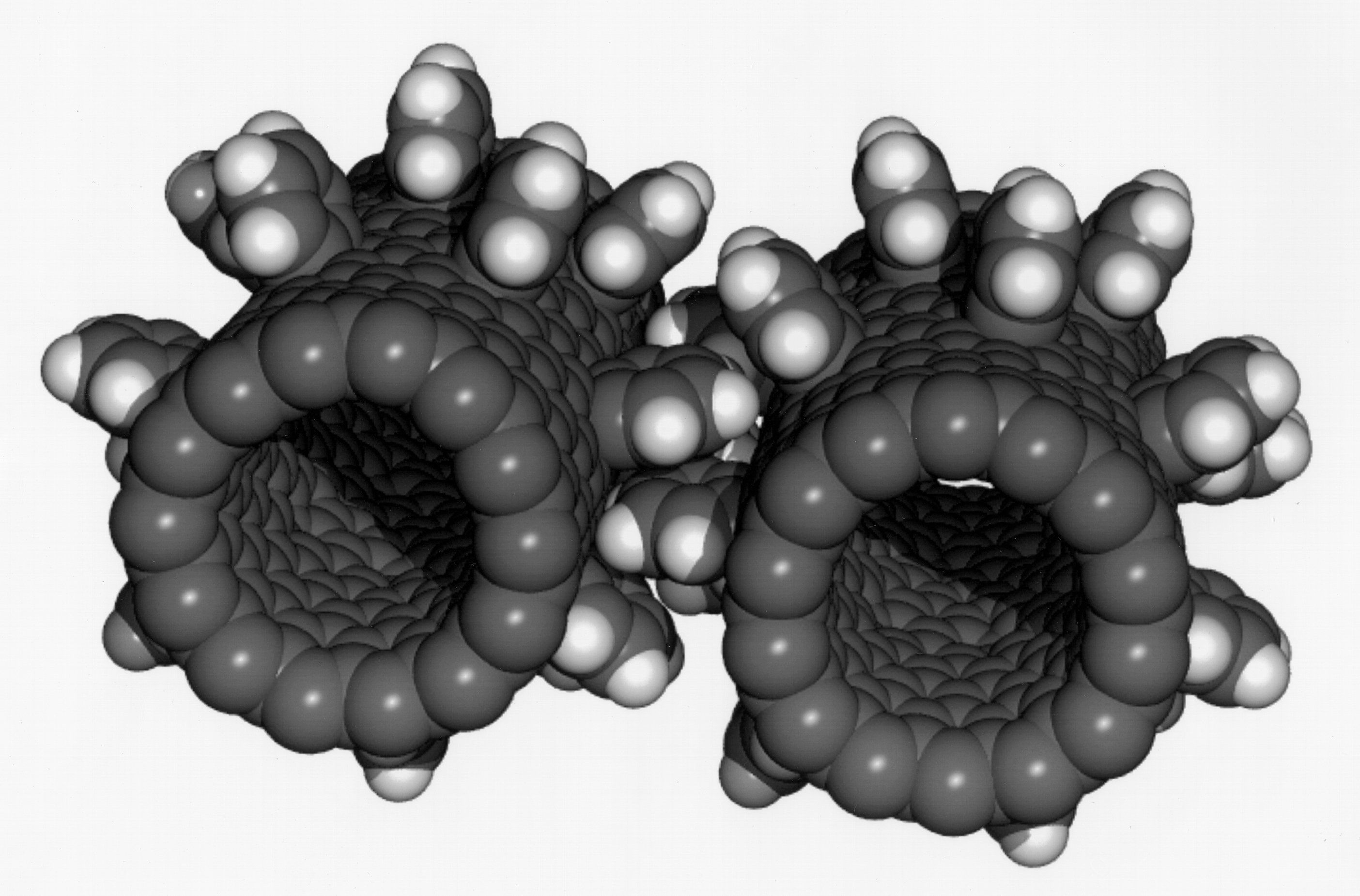
تحرير

تاريخ تقنية النانو على الرغم من أن تقنية النانو ظهرت حديثاً نسبياً كتقنية في مجال البحث العلمي، فإن تطوير المفاهيم المركزية حدث على مدى فترة أطول من الزمن من عمر هذه التقنية.
في عام 1965، أدلى غوردون مور، أحد مؤسسي شركة إنتل، تنبأ بأن على أن عدد الترانزستورات التي يمكن أن يكون لائقا في مجال معين سوف يتضاعف كل 18 شهرا على مدى السنوات العشر المقبلة.
وفعلا أصبحت ظاهرة تعرف بما يعرف باسم قانون مور.
و قد استمر التطور حتى اليوم حيث كان أكثر من 2000 فقط من الترانزستورات في المعالجات 4004 لسنة 1971 إلى أكثر من 700,000,000 من الترانزستورات في إنتل كور 2.
كان هناك، بطبيعة الحال، انخفاض مماثل في حجم العناصر الإلكترونية الفردية، والذهاب من ملليمتر في 60 لمئات من النانومتر في الدارات الكهربائية الحديثة.و هكذا إلى الآن، بداية القرن الجديد، هناك ثلاث تقنيات قوية وقد اجتمعت على نطاقة مشترك—نطاق النانو—الذي يعد بثورة في عالم الإلكترونيات والبيولوجيا.
في العام 1965 كان أحد مؤسسي شركة إنتل وهو السيد جوردان مور قد تنبئ بأن عدد الترانزستورات الموجودة في حيز معين سيتضاعف عددها في نفس ذلك الحجم كل 18 شهراً. وذلك خلال العشر سنوات القادمة.
ما توقعه السيد مور حدث فعلاً لتسمى هذه الظاهرة بعد ذلك بإسمه (نظرية مور) لكنها استمرت أكثر من مجرد عشر سنوات متجاوزة توقعات مور نفسه.
فمن عدد ترانزستورات لم تتجاوز الألفين في ال (original 4004) في العام 1971 إلى ما وصل عليه الحال اليوم أكثر من 700,000,000 ترانزستر في ال (core 2)
وبالطبع... تقلص في حجم هذه الترانزستورات لتصبح الدوائر الإلكترونية أصغر حجما... فمن عهد السانتيمترات في بداية السبعينات إلى قياسها بوحدة النانو متر في الدوائر الإلكترونية الحديثة.
في الوقت نفسه الكيمياء والفيزياء والكيمياء العضوية والعناصر الذرية والهندسة الوراثية قد اتخذت مسارات أخرى في نفس الفترة الزمنية تقريبا٬ لقد أصبح بالإمكان توجيه مركبات إما في أنابيب اختبار أو في الكائنات الحية نفسها.
أخيراً في ربع القرن الأخير حصل تقدم كبير في قدراتنا على التحكم بالضوء ومعالجته ببراعة٬ أصبح بإمكاننا أن ننتج ضوء بمقدار (فيمتو ثانية) = 1/10^15 والضوء هو الآخر له حجم وأصبح بمقدورنا التحكم بحجم الضوء إلى أحجام متناهية الصغر.
مع بداية القرن الحالي٬ ثلاث تقنيات قوية بلغت المقاييس العامة - مقاييس تكنولوجيا النانو - مع وعود بالتثوير في كل من عالمي الإلكترونات والأحياء. هذه الميادين الجديدة والتي هي عبارة عن أجزاء حيوية بالغة الدقة - تقنية تحمل عدة احتمالات من البحث في الأبحاث الأساسية في مجال البيولوجيا الجزيئية والفيزياء الحيوية للتطبيقات في المكافحة الحيوية، المعلوماتية الحيوية، وعلم الجينوم والطب والحوسبة، وتخزين المعلومات والطاقة.

## البحوث التجريبية وجوانب التقدم
في الإلكترونيات النانوية، تظهر سماكة المقياس النانوي في أكسيد البوابة والأغشية الرقيقة المستخدمة في الترانزستورات في وقت مبكر من ستينيات القرن العشرين، ولم يظهر الموسفت حتى نهاية التسعينيات (ترانزستورات ذات التأثير الميداني لأكسيد المعدن شبه الموصل) بطول البوابة النانوي. حصلت تقنية النانو وعلم النانو على دفعة قوية في أوائل ثمانينيات القرن العشرين بفعل تطورين رئيسيين، الأول هو ولادة علم الكتلة والثاني هو اختراع مجهر المسح النفقي (إس تي إم). أدت هذه التطورات إلى إكتشاف الفوليرين في عام 1985 والتخصيص الهيكلي لأنابيب الكربون النانوية في عام 1991. وضع تطور ترانزستور تأثير الحقل (فينفيت) في تسعينيات القرن العشرين الأسس لتصنيع أجهزة عناصر أشباه الموصلات الإلكترونية النانوية الحديثة.

### الترانزستورات النانوية
صنع المهندس المصري محمد عطا الله والمهندس الكوري داون كانغ أول موسفت (ترانزستور التأثير المياني لأكسيد المعدن شبه الموصل) مع بوابة أكسيد بسماكة 100 نانومتر وطول بوابة يبلغ 20 ميكرون، في مختبرات بل عام 1960. صنع عطالله وكانغ في عام 1962، ترانزستور معدني شبه موصل بقاعدة نانوية يستخدم أغشية رقيقة من الذهب بسماكة 10 نانومتر. قاد المهندس الإيراني بيجان دافاري في عام 1987 فريق أبحاث آي بي إم، صنع أول موسفت ذو بوابة أكسيد تبلغ سماكتها 10 نانومتر مستخدمين تقنية بوابة التنجستن.
مكنت أجهزة الموسفت متعددة البوابات من الحصول على طول بوابة أقل من 20 نانومتر، بدءاً من فينفيت (ترانزستور تأثير الحقل الزعنفي) وهو عبارة عن موسفت ثلاثي الأبعاد غير مستوي مزدوج البوابة. يعود أصل فينفيت إلى ترانزستور دلتا الذي طوره ديغ هيساموتو وتورو كاغا ويوشيفومي كاواموتو وإيجي تأكيداً من مختبر هيتاشي للأبحاث المركزية في عام 1989.
منحت داربا في عام 1997 عقدًا لمجموعة أبحاث في جامعة كاليفورنيا في بيركلي لتطوير ترانزستور دلتا بعمق دون الميكرون. تألفت المجموعة من هيساموتو وتشينمينغ هو من شركة تايوان لصناعة أشباه الموصلات المحدودة (تي إس إم سي) وباحثين دوليين آخرين من بينهم تسو جاي كينغ ليو وجيفري بوكور وهيديكي تاكوشي وجاكوب كديزيرسك وشيوجوي هوانغ وليلاند تشانغ ونيك ليندرت وشبيلي أحمد وسيروس تابيري. نجح الفريق في تصنيع أجهزة فينفيت ووصلوا إلى عملية 17 نانومتر في عام 1998، ثم 15 نانومتر في عام 2001. صنع فريق مكون من يو وتشانغ وأحمد وهو وليو وبوكور وتابري جهاز فينفيت 10 نانومتر.
في عام 2006، طور فريق من الباحثين الكوريين من المعهد الكوري المتقدم للعلوم والتكنولوجيا (كاي إيه آي إس تي) والمركز الوطني نانو فاب بتطوير موسفت 3 نانومتر وهو أصغر جهاز إلكتروني نانوني في العالم. اعتمد على تقنية فينفيت للبوابة الشاملة (جي إيه إيه).

### اختراع مجهر المسح النفقي
طُور مجهر المسح النفقي، وهو أداة لتصوير الأسطح على المستوى الذري، في عام 1981 على يد جيرد بينيج وهاينريخ روهرير في مختبر آي بي إم للأبحاث في زيورخ ومُنحوا جائزة نوبل في الفيزياء في عام 1986. اخترع بينيج وكالفين كيت وكريستوف غربر أول مجهر للطاقة الذرية في عام 1986. قُدم أول مجهر متاح تجاريًا للقوة الذرية في عام 1989.
كان دون إيغلر، باحث آي بي إم أول من عالج الذرات باستخدام مجهر المسح النفقي في عام 1989. استخدم 35 ذرة من ذرات زينون لتوضيح شعار آي بي إم. شارك في عام 2010 جائزة كافلي في علم النانو عن هذا العمل.

### جوانب التقدم في العلوم التفاعلية والغروانية
كانت العلوم التفاعلية والغروانية موجودة منذ ما يقارب قرن قبل أن ترتبط بتقنية النانو. أُجريت الملاحظات الأولى وقياسات حجم الجسيمات النانوية خلال العقد الأول من القرن العشرين من قبل ريتشارد أدولف سيغموندي، الفائز بجائزة نوبل في الكيمياء لعام،1925 وقد أجرى دراسة تفصيلية عن محاليل الذهب والمواد النانوية الأخرى بأحجام تصل إلى 10 نانومتر باستخدام مجهر فوق صوتي قادر على تصوير الجسيمات الأصغر بكثير من الطول الموجي للضوء. كان سيغموندي أيضًا أول من استخدم مصطلح «نانومتر» بشكل صريح لوصف حجم الجسيمات. قدم إرفينغ لانغموير، الحائز على جائزة نوبل في الكيمياء وكاثرين بور بلودجيت في عام 1932، مفهوم الطبقة الأحادية وهي طبقة من جزيء مادة واحدة سميكة. أجرى ديراغوين في أوائل الخمسينيات من القرن العشرين أول قياس للقوى السطحية.
طور تومو سونتولا بالاشتراك مع زملاء العمل في فنلندا، عملية ترسيب الطبقة الذرية لإيداع أغشية رقيقة موحدة، وطوروا طبقة ذرية واحدة في كل مرة وحازوا على براءة اختراع.
في تطور آخر، دُرس توليف وخصائص البلورات النانوية شبه الموصلة. أدى ذلك إلى زيادة سريعة في عدد جسيمات أشباه الموصلات النانوية للنقاط الكمومية.